# Hermann Oncken

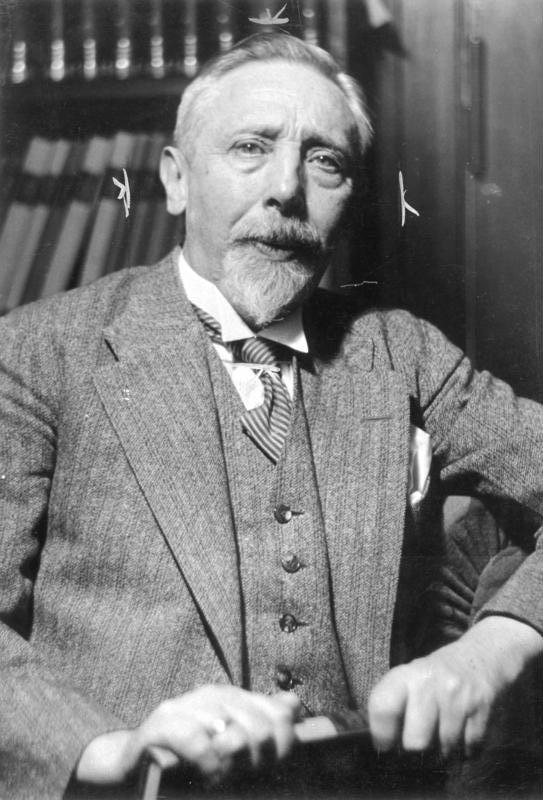
Hermann Oncken (1933)

Karl Hermann Gerhard Oncken (* 16. November 1869 in Oldenburg (Oldb), Großherzogtum Oldenburg; † 28. Dezember 1945 in Göttingen) war ein deutscher Historiker und politischer Publizist.

## Leben und Wirken

### Frühe Jahre und erste Stationen seiner Tätigkeit

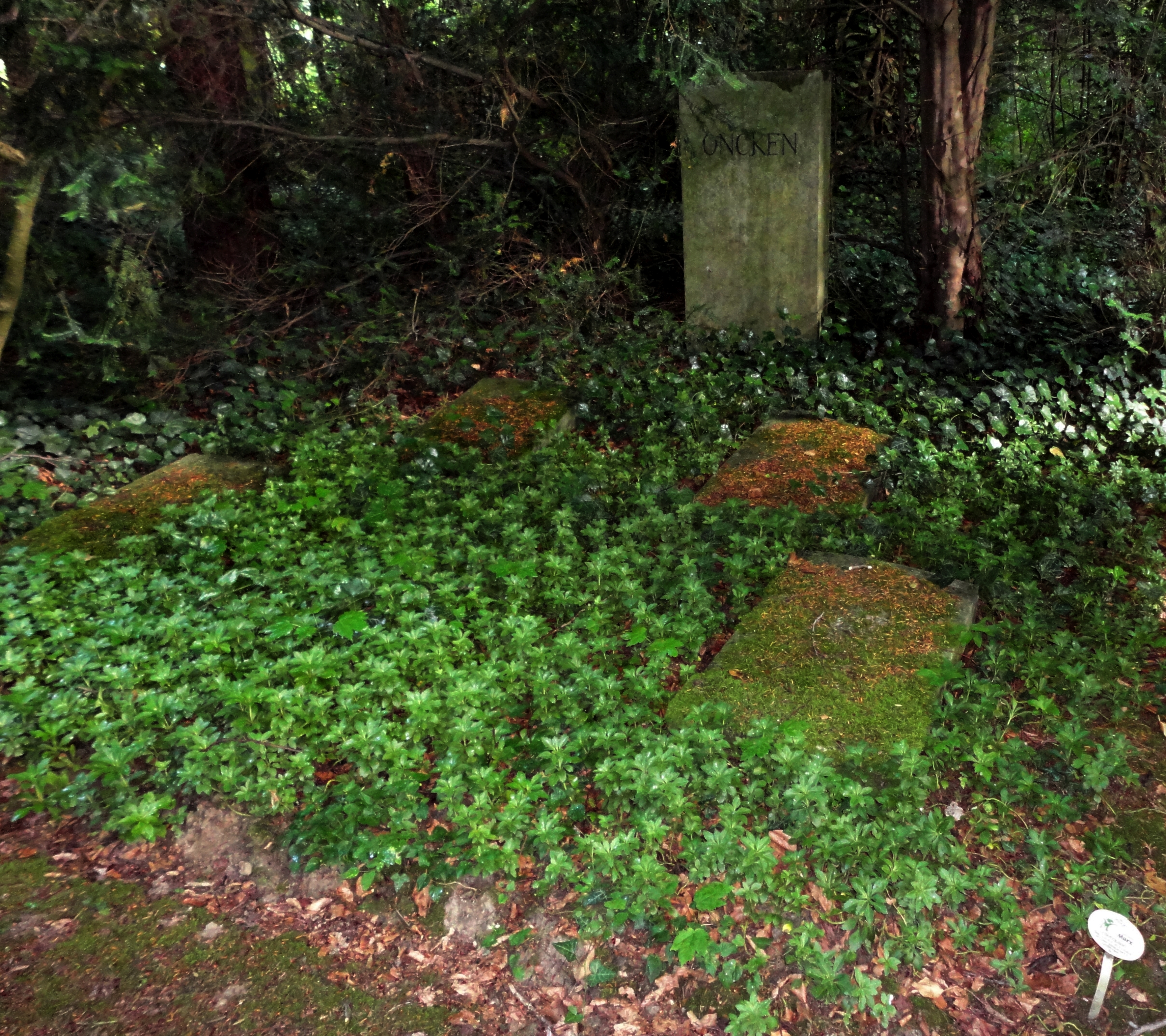
Göttingen, Stadtfriedhof: Grab von Hermann Oncken

Hermann Oncken wuchs als Sohn des Hofkunsthändlers Carl Gerhard Oncken (1839–1925) und seiner Ehefrau Friederike Catharine Hermine Oncken, geb. Krüger (1848–1903), in Oldenburg auf. Er war ein Neffe des Historikers Wilhelm Oncken (1838–1905) und des Nationalökonomen August Oncken (1844–1911). Oncken besuchte ab Ostern 1878 das Großherzogliche Gymnasium Oldenburg bis zu seinem Abitur 1887. Anschließend studierte er Geschichte, Germanistik und Volkswirtschaft an der Friedrich-Wilhelms-Universität Berlin und für zwei Semester an der Ruprecht-Karls-Universität Heidelberg. Dort besuchte er die Vorlesungen des Philosophen Kuno Fischer. Zurück in Berlin, wo er sich der Landsmannschaft Spandovia anschloss und Vorlesungen der Historiker Harry Bresslau, Paul Scheffer-Boichorst, Reinhold Koser und Gustav von Schmoller besuchte, wurde er am 11. August 1891 bei Max Lenz, seit 1890 das Ordinarius für Neuere Deutsche Geschichte, mit einer Arbeit über oldenburgische Geschichtsquellen des Mittelalters promoviert. Danach war er von 1891 bis 1894 unter Georg Sello wissenschaftlicher Hilfsarbeiter am Großherzoglichen Haus- und Zentralarchiv (heute Staatsarchiv Oldenburg) in Oldenburg. Zusammen mit Sello gründete er 1892 das Jahrbuch für das Herzogtum Oldenburg (seit 1915 Oldenburger Jahrbücher). Ab 1894 übernahm Oncken dessen Redaktion, die er noch bis 1904 weiterführte. 1898 habilitierte sich Oncken wiederum bei Lenz mit der aus der oldenburgischen Landesgeschichte entstandenen Arbeit Graf Christoph von Oldenburg in Berlin und war anschließend als Privatdozent an der Universität sowie an der Preußischen Kriegsakademie tätig. Aus der 1902 geschlossenen Ehe mit Margarethe Weber (1876–1954), der Schwester August Webers, gingen drei Kinder hervor, darunter die Kunsthistorikerin Alste Horn-Oncken (1910–1991). Zum Wintersemester 1905 ging er als Gastprofessor nach Chicago. 1906 folgte er einem Ruf auf einen Lehrstuhl an die Universität Gießen. 1907 wechselte Oncken an die Ruprecht-Karls-Universität Heidelberg, wo er den Historischen Lehrstuhl innehatte und einen engen freundschaftlichen Kontakt zu Max Weber und Friedrich Gundolf sowie zu seinen Kollegen Ernst Troeltsch, Karl Jaspers und Heinrich Rickert, den Historikern Eberhard Gothein und Karl Hampe, den Staatsrechtlern Richard Thoma und Gerhard Anschütz und zu Max Webers Bruder, den Nationalökonomen Alfred Weber pflegte. Oncken verbrachte insgesamt 16 Jahre in Heidelberg, die als seine wichtigste und erfolgreichste Zeit gilt.

### Hinwendung zur Politik und Tätigkeit während des Ersten Weltkriegs
Oncken engagierte sich auch politisch und wurde Mitglied der Nationalliberalen Partei, deren Heidelberger Stadtorganisation er als Vorsitzender leitete. Als Nachfolger von Ernst Troeltsch vertrat er seit 1915 die Universität Heidelberg in der Badischen Ersten Kammer, der er bis 1918 angehörte. Bei dieser Tätigkeit kam er mit Prinz Max von Baden, dem späteren Reichskanzler, in Kontakt. Eine Kandidatur Onckens für das 1916 freigewordene Heidelberger Reichstagsmandat ließ sich allerdings nicht verwirklichen.
Im Januar 1912 trat er mit seinem Vortrag über Heeres- oder Flottenverstärkung den weitausgreifenden Plänen des Großadmirals von Tirpitz entgegen, weil sie die Verständigung mit England gefährdeten. Er stimmte darin mit dem damaligen britischen Kriegsminister Lord Haldane überein, den er später als  britischen Lordkanzler 1913 in London kennenlernte. Hermann Oncken wandte sich vor dem Ersten Weltkrieg gegen eine überzogene deutsche Rüstungspolitik und äußerte eine gewisse Kritik an den innenpolitischen Zuständen des wilhelminischen Kaiserreichs.
Wie viele seiner Kollegen war Oncken am Beginn des Weltkrieges ein Kriegsbefürworter, der von der Gerechtigkeit der deutschen Sache überzeugt war. Jedoch trat er für gemäßigte Kriegsziele ein und lehnte Alldeutsche Pläne sowie die Ziele der Vaterlandspartei ab. Zusammen mit Max Weber und Friedrich Meinecke widmete er sein politisches Engagement eher dem 1917 gegründeten Volksbund für Freiheit und Vaterland, in dem er für einen Verständigungsfrieden und Reformen im Inneren eintrat.

### Tätigkeit zur Zeit der Weimarer Republik
Für einen moderaten Verständigungsfrieden warb Oncken auch 1919 nach dem Ersten Weltkrieg zusammen mit Max von Baden und Max Weber in der Heidelberger Vereinigung und setzte sich in der Weimarer Republik für die parlamentarisch-demokratische Verfassung und die Außenpolitik Gustav Stresemanns ein. In seinem Aufsatz zur Revolution 1918/19 identifizierte er die Illusionen der Obersten Heeresleitung und den von dieser gegen die politische Führung des Reiches durchgesetzten uneingeschränkten U-Boot-Krieg, ferner die Schwäche des Kaisers neben der Anziehungskraft der Ideen der Russischen Revolution und dem plötzlichen Eingeständnis der militärischen Niederlage als deren Ursachen. Seit 1923 wirkte er als ordentlicher Professor in München, seit 1928 in Berlin.
Oncken begleitete die Politik der Weimarer Republik kritisch, sah sich aber als Vernunftrepublikaner im Gegensatz zu vielen seiner Kollegen, die sich mit dem Untergang des Kaiserreichs nur schwer oder gar nicht abfinden konnten. Die außenpolitische Verständigung, wie sie etwa in den Verträgen von Locarno und im Völkerbundsbeitritt 1926 realisiert wurde, befürwortete Oncken. Vorschläge zur Reichsreform lehnte er allerdings ab. 1929 bekannte sich Oncken in der Rede zur Verfassungsfeier der Berliner Hochschule erneut zur Weimarer Republik. Außerdem gehörte er 1932 zu den Unterzeichnern des Aufrufs der deutschen Historiker, die sich für den Kandidaten der Weimarer Parteien zur Wahl des Reichspräsidenten Paul von Hindenburg aussprachen. 1928 wurde er erster Stellvertreter des Vorsitzenden der Historischen Reichskommission Friedrich Meinecke, mit dem er die Klassiker der Politik herausbrachte. Nach Meineckes Ausscheiden im Frühjahr 1934 wurde er dessen Nachfolger. 1932 wurde er – wiederum als Nachfolger Meineckes – in die Berliner Mittwochsgesellschaft aufgenommen, der er bis 1944 angehörte.

### Tätigkeit zur Zeit des Nationalsozialismus
Nach der Machtergreifung der Nationalsozialisten im Januar 1933 geriet Oncken zunehmend in Gegensatz zu den neuen Machthabern, deren Politik seinem Wesen und Denken völlig zuwider war. Obwohl er direkte Äußerungen vermied, wurde er Ende 1934 zum Opfer einer von seinem ehemaligen Schüler Walter Frank geführten Hetzkampagne. Auslöser war Onckens Rede über die Wandlungen des Geschichtsbildes in revolutionären Epochen, die er in der Preußischen Akademie der Wissenschaften sowie im Großen Auditorium der Berliner Universität gehalten hatte. In dieser Rede beschrieb Oncken die Umwertung der deutschen Geschichte seit 1933 als ein Nebeneinander von fruchtbaren Gedanken..., aber auch von zeitgebundener Willkür, die in einzelnen Fällen auch vor gewagten Hypothesen und unechtem Material nicht zurückscheu(e). Diese Auffassung stand im krassen Gegensatz zur Geschichtsdeutung im Nationalsozialismus und Frank antwortete am 3. Februar 1935 mit einem Schmähartikel im Völkischen Beobachter, der auch in einer oldenburgischen Zeitschrift nachgedruckt wurde. Als Strafmaßnahme forderte Frank bei Bernhard Rust, Reichsminister für Wissenschaft, Erziehung und Volksbildung, das Ende der Lehrtätigkeit Onckens. Der Forderung wurde entsprochen und ab dem 7. Februar 1935 fielen Onckens Vorlesungen an der Universität Berlin aus. Den Studenten wurde dies lediglich mittels Anschlag am Schwarzen Brett der Universität mitgeteilt. Am 23. Juli 1935 unterzeichnete Hitler Onckens Entpflichtungsurkunde, womit er zwangsemeritiert war; lediglich seine Schüler Gerhard Ritter und Anton Ritthaler sowie Friedrich Meinecke hatten ihn öffentlich verteidigt. Die Auflösung der Historischen Reichskommission hatte Rust bereits im März angeordnet. Stattdessen wurde im Oktober 1935 das Reichsinstitut für Geschichte des neuen Deutschlands gegründet, dessen Präsident Walter Frank wurde.

### Lebensende
Nach Onckens Entfernung aus Universität und allen Forschungsinstitutionen kam seine wissenschaftliche Tätigkeit bis auf wenige Publikationen zum Erliegen. Etwa 1943 verließ Oncken Berlin und lebte zunächst in Breslau und später in Göttingen, wo er am 28. Dezember 1945 verstarb.

### Mitgliedschaft in Akademien
Oncken war Mitglied zahlreicher deutscher und ausländischer wissenschaftlicher Akademien u. a. der Badischen Historischen Kommission (1907), der Historischen Kommission für das Reichsarchiv und der Historischen Kommission bei der Bayerischen Akademie der Wissenschaften in München (1920), der Kommission für bayerische Landesgeschichte (1927), der Societas Hungarorum Histórica (1929). Weiterhin war er korrespondierendes Mitglied der Bayerischen Akademie der Wissenschaften (1924), der Heidelberger Akademie der Wissenschaften, der Göttinger Gesellschaft der Wissenschaften und der Preußischen Akademie der Wissenschaften (1933), in der er den Sitz seines verstorbenen Lehrers Max Lenz einnahm. Die 1925 von ihm zusammen mit Georg Pfeilschifter gegründete Deutsche Akademie in München ist die Vorläuferin der heutigen Goethe-Institute.

## Schüler
- Franz Schnabel (1887–1966), Promotion 1910
- Gerhard Ritter (1888–1967), Promotion 1912, Habilitation 1921
- Hans Rothfels (1891–1976), Promotion 1918
- Egmont Zechlin (1896–1992), Promotion 1922
- Ernst Simon (1899–1988), Promotion 1923
- Wolfgang Hallgarten (1901–1975), Promotion 1925
- Otto Vossler (1902–1987), Promotion 1925, Habilitation 1929
- Walter Frank (1905–1945), Promotion 1927
- Michael Freund (1902–1972), Promotion 1928
- Paul Kluke (1908–1990), Promotion 1931
- Margret Boveri (1900–1975), Promotion 1932
- Shepard Stone (1908–1990), Promotion 1932
- Fritz Hellwig (1912–2017), Promotion 1933

## Nachlass
Der Nachlass von Hermann Oncken befindet sich im Niedersächsischen Landesarchiv, Standort Oldenburg.

## Schriften (Auswahl)
Oncken schrieb mehrere Biographien und edierte mehrbändige Quellenwerke, u. a. legte er 1904 die erste Biographie über Ferdinand Lassalle vor.
- Zur Kritik der oldenburgischen Geschichtsquellen im Mittelalter, Dissertation, Berlin 1891.
- Lamprechts Verteidigung, 1898.
- Lassalle. Zwischen Marx und Bismarck, Frommann, Stuttgart 1904, 5. Aufl. 1966.
- Rudolf von Bennigsen. Ein deutscher liberaler Politiker, 2 Bde., DVA, Stuttgart 1910.
- Historisch-politische Aufsätze und Reden, 2 Bde., Oldenbourg, München 1914.
- Deutschland und der Weltkrieg, 2 Bde., Teubner, Leipzig u. Berlin, 1916.
- Das alte und das neue Mitteleuropa. Historisch-politische Betrachtungen über deutsche Bündnispolitik im Zeitalter Bismarcks und im Zeitalter des Weltkrieges, Perthes, Gotha 1917.
- Die weltgeschichtlichen Probleme des großen Krieges. Vortrag, gehalten am 7. Oktober 1917 in der Handelshochschule zu Königsberg i. Preußen, Heymann, Berlin 1918.
- Georg Klebs zum Gedächtnis. Nachruf, Heidelberg 1918. Einführung zu: Erinnerungen an Carl Burckhardt von Georg Klebs, Heidelberg 1919.
- Aus Rankes Frühzeit, Perthes, Gotha 1922.
- Die Utopie des Thomas Morus und das Machtproblem in der Staatslehre, Carl Winter, Heidelberg 1922.
- Die Rheinpolitik Kaiser Napoleons III. von 1863–1870 und der Ursprung des Krieges von 1870/1871, 3 Bde., DVA, Stuttgart 1926.
- Napoleon III. und der Rhein. Der Ursprung des Krieges von 1870/71 (separat publizierte Einleitung von Die Rheinpolitik Kaiser Napoleons III. von 1863 bis 1870), DVA, Stuttgart 1926.
- Großherzog Friedrich I. von Baden und die deutsche Politik von 1854–1871, 2 Bde., DVA, Stuttgart 1927.
- Das Deutsche Reich und die Vorgeschichte des Weltkrieges, 2 Bde., Barth, Leipzig 1933.
- Vorgeschichte und Begründung des Zollvereins, 3 Bde., R. Hobbing, Berlin 1934.
- Cromwell. Vier Essays über die Führung einer Nation, Grote, Berlin 1935.
- Nation und Geschichte. Reden und Aufsätze 1919–1935, Grote, Berlin 1935.
- Die Sicherheit Indiens. Ein Jahrhundert englischer Weltpolitik, Grote, Berlin 1937.